# Чото, Диксон
Ди́ксон Чо́то (англ. Dickson Choto; 19 марта 1981, Ведза, Зимбабве) — зимбабвийский футболист, защитник. Последний клуб — «Легия».

## Биография
Начал карьеру в Зимбабве. В 2001 переехал в Польшу, где его первым клубом стал «Гурник», дебютировал 10 марта 2001 года в матче «Гурника» против вроцлавского «Шлёнска» (2:0). Через год подался в другой польский клуб «Погонь», и наконец попал в «Легию». Дебютировал 20 августа 2003 в кубковом матче с «Тлоки». Сейчас считается одним из лучших защитников Экстракласы.
За сборную своей страны сыграл 7 матчей, играл на Кубке африканских наций 2004.

## Достижения
- Чемпион Польши (2): 2006, 2013
- Обладатель Кубка Польши (4): 2008, 2011, 2012, 2013
- Обладатель Суперкубка Польши (1): 2008